# Castelforte
Castelforte – miejscowość i gmina we Włoszech, w regionie Lacjum, w prowincji Latina.
Według danych na rok 2004 gminę zamieszkiwały 4254 osoby, 146,7 os./km².

## Miasta partnerskie
- Onikszty (Litwa)

Zdjęcia miejscowości
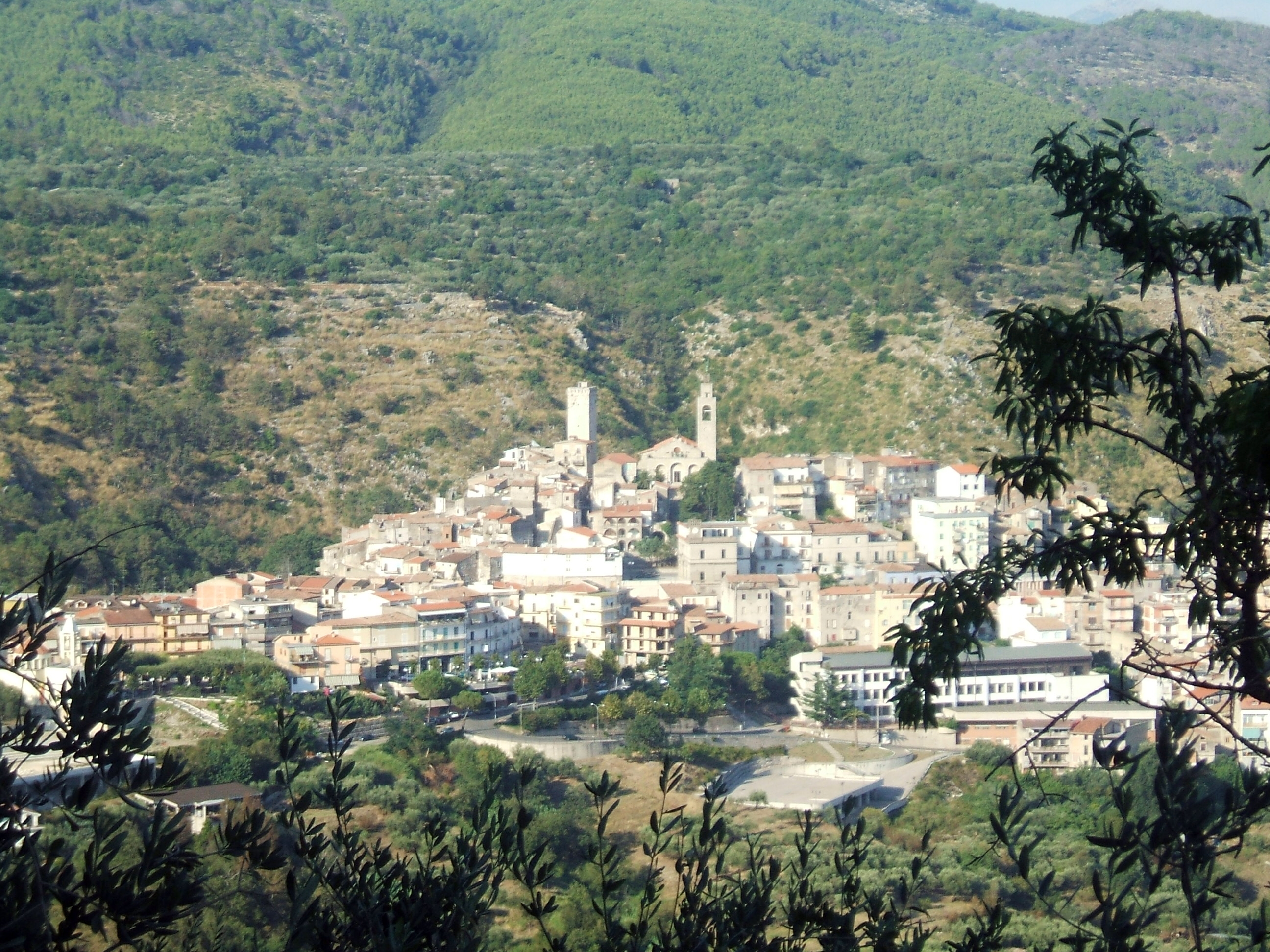
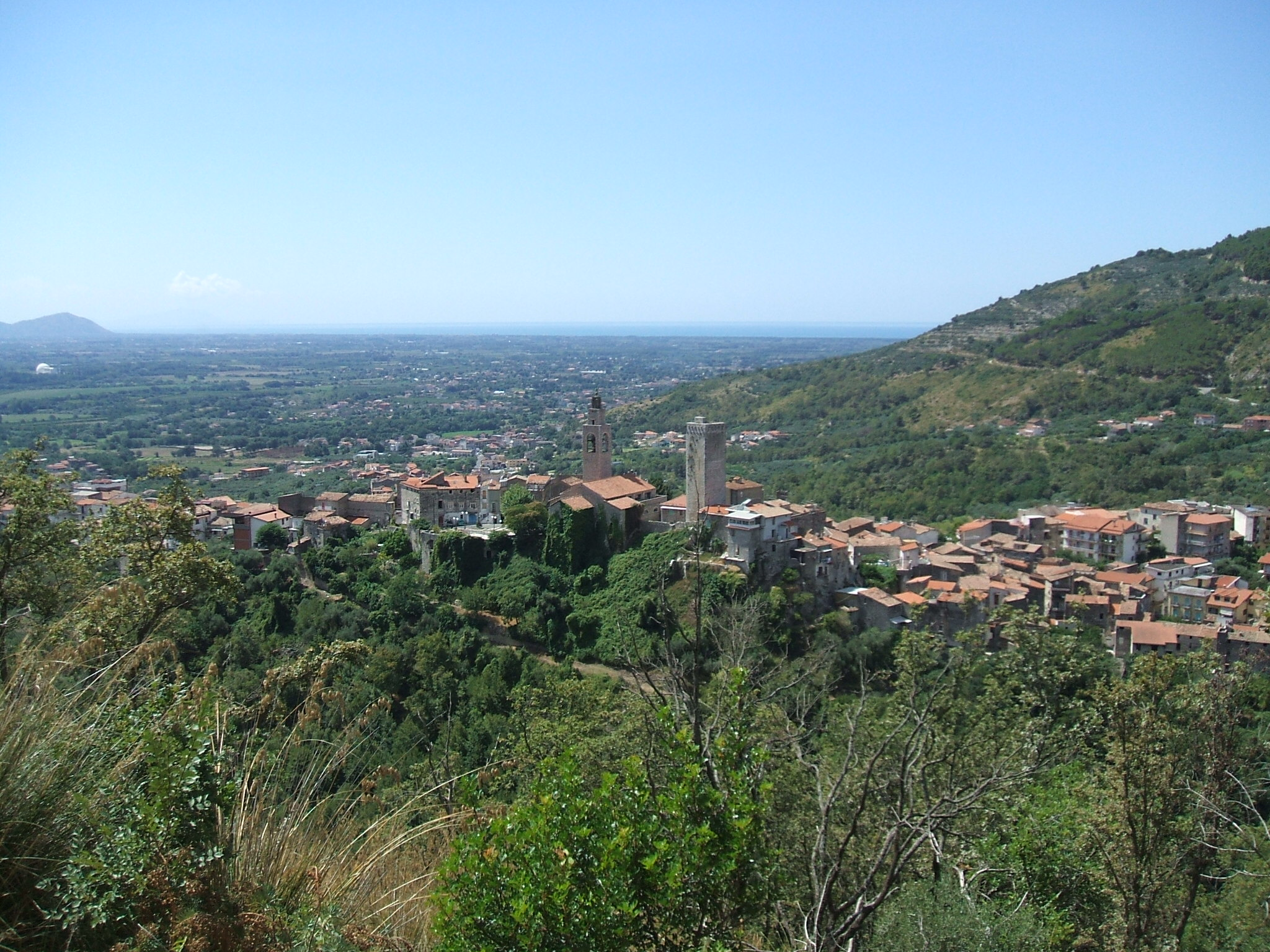
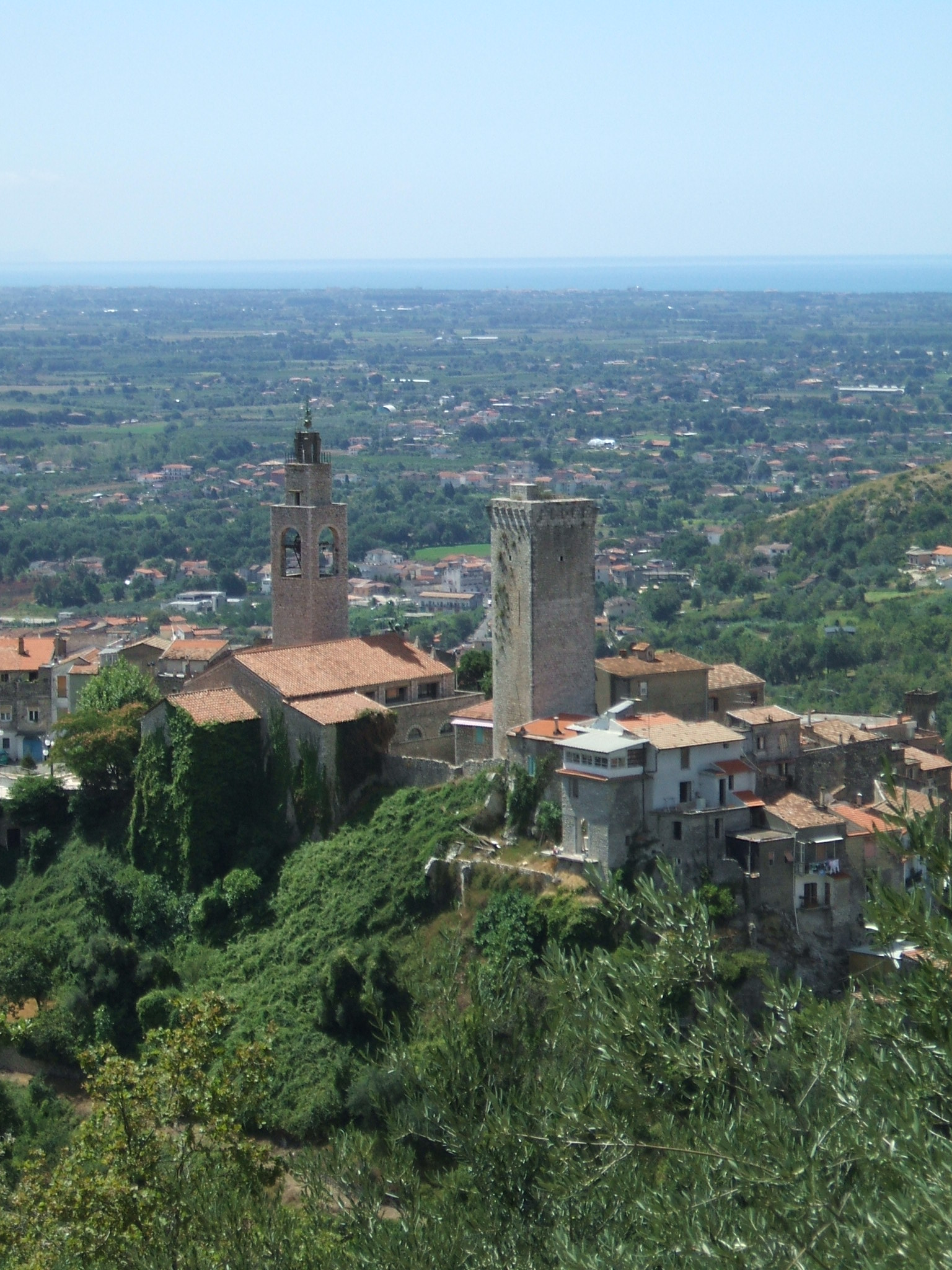
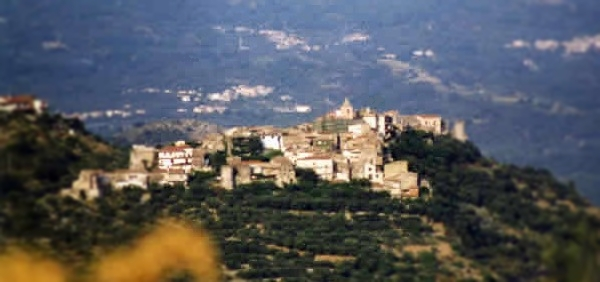